# Конвенция Оранжевой реки
Конвенция Оранжевой реки или Блумфонтейнская конвенция (англ. Orange River Convention, африк. Bloemfontein-konvensie) — конвенция, в соответствии с которой Британская империя официально признала независимость буров в районе между реками Оранжевая и Вааль, ранее известном как Суверенитет Оранжевой реки. Это привело к образованию Оранжевого Свободного Государства — независимой бурской республики.

## Предыстория
Во время Великого трека буры покинули Капскую колонию в поисках независимости от британского господства. Однако расширяющиеся интересы британского колониального правительства вскоре настигли буров, когда они аннексировали Наталь в 1843 году. После переправы через Оранжевую отношения между бурами и различными группами между реками Оранжевой и Каледоном были чрезвычайно напряженными, особенно с басуто. Гарри Смит, тогдашний губернатор британской Капской колонии, решил аннексировать этот район и установить чёткие границы. Земля между рекой Вааль и Оранжевой была аннексирована 3 февраля 1848 года и официально провозглашена Суверенитетом Оранжевой реки. Басуто потеряли огромное количество земель из-за этой аннексии. Майор Генри Дуглас Уорден был впоследствии вытеснен из Блумфонтейна в июне 1848 года бурской группой во главе с Андрисом Преториусом. В августе 1848 года Гарри Смит прибыл со своей армией и сражался с бурами в битве при Бумплатсее. Британцы вышли победителями, и одна из пограничных линий, созданных после этого сражения, называлась Линией Стража. Эта линия разделяла территорию между британцами и басуто. Это привело к конфликту, где Мошвешве I победил англичан в битве, известной как битва при Фиерфуте в 1851 году. Британское правительство отменило своё решение об аннексии, заявив, что это слишком дорого и трудно поддерживать. Кроме того, буры хотели независимости и угрожали перейти на сторону Мошвешве в войне против англичан. Бурам было предложено направить делегацию на встречу с британским комиссаром Джорджем Кларком в августе 1853 года. Эта встреча была направлена на установление определенной формы самоуправления в Суверенитете Оранжевой реки. Когда они не смогли договориться, буры послали двух членов своей первоначальной делегации в Англию, чтобы попытаться убедить правительство изменить свое решение.

## Конвенция
30 января 1854 года была подписана королевская прокламация об отречении и отказе от всякого господства Британии над Суверенитетом Оранжевой реки. 23 февраля 1854 года Конвенция Оранжевой реки официально признала независимость страны, которая была названа Оранжевым Свободным Государством. В Конвенции не упоминалось ни о Мошвешве I, ни о том, какими будут границы между басуто и Оранжевой Республикой. Конвенция была подписана в здании, ныне известном как Первый Зал заседаний (Raadsaal), Джорджем Кларком от имени британского правительства и двадцатью пятью представителями бурского народа. Первые два президента Оранжевой Республики были позже приведены к присяге в этом здании.

## Последствия
Подписав конвенцию, англичане отказались от контроля не только над бурами, но и над басуто и гриквой. Ранее британские договоры с африканскими вождествами в этом регионе были аннулированы, а бурам было разрешено закупать порох и огнестрельное оружие, в отличие от негров и цветных. Как Санд-Риверская конвенция, так и конвенция Оранжевой реки рассматривались как поворотный момент в истории Южной Африки, который внёс значительный вклад в обстоятельства, приведшие к Первой и Второй Англо-Бурской войне.